# David Johnston (staatsman)
David Lloyd Johnston, CC (Greater Sudbury, 28 juni 1941) is een Canadees rechtsgeleerde en auteur. Hij was van 1 oktober 2010 tot 2 oktober 2017 de 28ste gouverneur-generaal van Canada en daarmee plaatsvervanger van het Canadese staatshoofd Elizabeth II en commandant van de Canadese strijdkrachten. Daarvoor was hij rector van de McGill-universiteit en president van de Universiteit van Waterloo.
Hij werd als gouverneur-generaal opgevolgd door Julie Payette.
- CiNii: DA11670005
- Gemeinsame Normdatei: 1068327251
- International Standard Name Identifier: 0000 0000 8258 9832
- Library of Congress Control Number: n78009247
- Nationale Bibliotheek van Tsjechië: mub20221164327
- Nationale Bibliotheek van Israël: 987007437257105171
- Réseau des bibliothèques de Suisse occidentale: 02-A003428295
- SNAC: w6xq77tr
- Virtual International Authority File: 70180937
- WorldCat: E39PBJgH9KM4KThXWp8jGBk7HC